# Đoàn cải lương Cao Văn Lầu
Đoàn Cải lương Cao Văn Lầu là đoàn cải lương trực thuộc Sở Văn hóa Thể thao và Du lịch Bạc Liêu, đặt trụ sở đặt tại phường 1, thành phố Bạc Liêu, là một trong những đoàn cải lương nổi tiếng ở Đồng bằng sông Cửu Long. NSƯT Minh Chiến là trưởng đoàn.
Theo đề án phát triển đoàn giai đoạn 2012-2016, đoàn phấn đấu trở thành đơn vị biểu diễn nghệ thuật chuyên nghiệp mạnh và ổn định vào năm 2016, là động lực cho những bước tiến vững chắc của đoàn trong tương lai
Giọng ca cải lương giải Cao Văn Lầu, một giải thưởng uy tín và chất lượng, vốn được xem như một sản phẩm nổi tiếng của đoàn, nhằm tìm kiếm và rèn luyện những tài năng Vọng cổ, cũng như kế thừa và phát huy bộ môn nghệ thuật độc đáo của dân tộc, đã có không ít những giọng ca đã khẳng định được tên tuổi của mình sau những mùa giải

## Nghệ sĩ nổi tiếng
- NSƯT Minh Chiến
- NSƯT Ngọc Đợi (Chuông vàng vọng cổ truyền hình 2007, Huy chương vàng Trần Hữu Trang lần thứ XI)
- NSƯT Dương Văn Tuấn
- NSƯT Mỹ Hạnh
- Lâm Ngọc Hoa
- Lê Quốc phòng (Chuông bạc vọng cổ 2008)
- Anh Chàng
- Hồng Thêm